# Schistura deignani
Schistura deignani är en fiskart som först beskrevs av Smith, 1945. Schistura deignani ingår i släktet Schistura och familjen grönlingsfiskar. Inga underarter finns listade i Catalogue of Life.